# Лозовой, Сергей Валерьевич
Сергей Валерьевич Лозово́й (род. 1 мая 1965, Новочеркасск, Ростовская область, РСФСР, СССР) — российский серийный убийца и грабитель, совершивший 6 убийств в Ростовской области и Краснодарском крае в 2002 году. 6 лет находился в розыске. Приговорён к пожизненному лишению свободы.

## Биография

### Первые преступления
Сергей Лозовой родился 1 мая 1965 года в Новочеркасске. С детства был агрессивным и жестоким, воровал, дрался и издевался над животными. С юности имел проблемы с законом, был трижды судим за грабежи и разбои. Отличался огромным ростом и мощным телосложением.

### Убийства
25 июля 2002 года в Ростове-на-Дону Лозовой убил 60-летнего коллекционера Евгения Примерова, добычей убийцы стала коллекция антиквариата (ювелирные украшения, старинные монеты и редкие ордена) на сумму 500 000 рублей.
В августе 2002 года на трассе, ведущей в Октябрьский район, убил таксиста Станислава Говорухина. Добыча составила 6000 рублей.
В сентябре 2002 года в Сочи Лозовой вместе с сообщником Андреем Викторовичем Письменским (род. 1969) ограбил и убил супружескую пару — Юрия и Людмилу Гончаренко, добычей преступников стали деньги и имущество на сумму 200 000 рублей.
В том же месяце в окрестностях Ростова-на-Дону Лозовой убил таксиста Дмитрия Шелкопляса, добычей стали автомагнитола и мобильный телефон на сумму 5000 рублей.
В октябре 2002 года в станице Багаевская убил продавщицу магазина, добычей стали 4000 рублей.
После убийства продавщицы Лозовой затаился. В это время был арестован Андрей Письменский — его сообщник по убийству в Сочи. Письменский дал признательные показания и выдал Лозового; впоследствии суд приговорил Андрея Письменского к 17 годам лишения свободы. Но Лозовой сумел скрыться и был объявлен в международный розыск.

### Арест, следствие и суд
17 октября 2008 года Сергей Лозовой был арестован в Новочеркасске, когда подъехал на такси к дому местного ювелира. У убийцы были изъяты удавка, переделанный из пневматического пистолета самопал, стреляющий обрезками гвоздей, и фотографию с изображением пистолета Марголина, на обратной стороне которой были сделаны надписи: «„Макаров“ — $ 500, ТТ — $ 500-600, „наган“ — $ 400-700». Сотрудники правоохранительных органов предполагают, что убийств, совершённых Лозовым, может быть намного больше.
Судебно-психиатрическая экспертиза признала Лозового вменяемым. По заключению психиатров, являлся возбудимым психопатом — агрессивным, антисоциальным и жестоким.
17 декабря 2009 года Ростовский областной суд на основании обвинительного вердикта присяжных заседателей приговорил Сергея Лозового к пожизненному лишению свободы. Верховный суд России оставил приговор без изменений. Отправлен отбывать наказание в колонию «Белый лебедь» в Пермском крае.

## В массовой культуре
- Документальный фильм «По следам великана» из цикла «Криминальные хроники» (2012)
- Документальный фильм «Годзилла» из цикла «Вне закона» (2013)